# Die feinen Unterschiede
Die feinen Unterschiede ist der Titel des Hauptwerkes des französischen Soziologen Pierre Bourdieu (1930–2002) mit dem Untertitel Kritik der gesellschaftlichen Urteilskraft, das im französischen Original zuerst 1979 als La distinction. Critique sociale du jugement erschien. Bourdieu beginnt mit einer Analyse des Kunstgeschmacks und weitet sie auf den gesamten Lebensstil einschließlich religiöser und politischer Vorstellungen aus („Habitus“ in Anlehnung an Norbert Elias). Diesen Habitus führt er, gestützt auf intensive empirische Untersuchungen, auf die soziale Position der jeweiligen Menschen zurück, die er mit seinem Kapitalmodell definiert (ökonomisches, kulturelles und soziales Kapital). Daraus resultiert die Distinktion, ein Unterschiede setzendes Verhalten. In der Rezeption wird das Werk zuweilen als eine narzisstische Kränkung für Leser gesehen, die an „angeborenen“ oder „individuellen“ Geschmack glaubten, doch vor allem als ein wichtiger Impulsgeber für die sozialwissenschaftliche Forschung.

## Inhalt

### Gliederung
I. Gesellschaftliche Kritik des Geschmacksurteils
1. Bildungsadel: Titel und Legitimitätsnachweis (gemeint sind hier Berufsqualifikationen)

II. Zur Ökonomie der Praxisformen
1. Der Sozialraum und seine Transformationen
2. Der Habitus und der Raum der Lebensstile
3. Die Dynamik der Felder

III. Klassengeschmack und Lebensstil
1. Der Sinn für Distinktion
2. Bildungsbeflissenheit
3. Die Entscheidung für das Notwendige
4. Politik und Bildung

Schluss: Klassen und Klassifizierungen

### Zusammenfassung
Bourdieu stellt fest, dass zwischen der erworbenen Bildung und der „kulturellen Kompetenz“, das heißt dem differenzierten Konsum von Kulturgütern in Musik, Malerei, Kleidung etc., ein enger Zusammenhang nachweisbar ist (S. 33). Dies gelte auch für Güter wie Filme oder Jazz, die in der Schule kaum eine Rolle spielten. Die im Bildungssystem erworbenen „Titel“ prägen die kulturelle Praxis (S. 47–57). Es gebe eine „populäre Ästhetik“, die sich in den Werken wiederfinden möchte und primär moralisch urteile, der eine sich davon distanzierende Haltung der Elite gegenüberstehe, die auf rein formale Aspekte achte. Immanuel Kants ästhetische Kategorien (KdU) von „interesselosem“ Gefallen und Vergnügen erfassen dies nicht (S. 81–85). Bourdieu sieht auch einen Zusammenhang zwischen diesen ästhetischen Einstellungen und einem Leben in ökonomischen Notwendigkeiten und einem ohne diese Zwänge (S. 100–104). Innerhalb der oberen Klasse werde weiter unterschieden zwischen bloßen „Gelehrten“ und dem gewandten, historisch dem Hofleben entstammenden „Mann von Welt“ (S. 125–133) mit ästhetischem „Fingerspitzengefühl“. Letztere verträten oft die „Ideologie des angeborenen Geschmacks“ (S. 120). Ein Beispiel dafür ist der konservative Philosoph José Ortega y Gasset, der betont, die nicht verstehende Masse könne mit moderner Kunst nichts anfangen im Gegensatz zu einer besonders begabten Minderheit (S. 61).
Bourdieu geht davon aus, dass Geschmack nichts Individuelles darstellt, sondern immer von der Gesellschaft geprägt ist. Geschmack sei also keine Eigenheit des Menschen, die von Natur aus jeder habe, sondern rühre immer von der Art her, wie jemand in Familie und Schule (S. 150–161) sozialisiert wurde und wie und in welchem sozialen Umfeld er sich bewegt. Daher sei die soziale Herkunft, zu der immer ein bestimmter Habitus (S. 174ff., 187f.) gehöre, maßgeblich. So entstehe auch die Zugehörigkeit zu einem bestimmten sozialen Feld, in dem sich der Habitus spezifiziere. Soziale Felder sind z. B. Sport (Rugby als britischer Elitesport, großbürgerliches Golfspiel, dagegen das volkstümliche französische Boule-Spiel), Musik, Einrichtung, Politik, Sprache etc. (S. 332f.). Bourdieu entwickelte diese Auffassung anhand vieler empirischer Beobachtungen, die er im Rahmen seiner Studie durchführte.
Dabei unterscheidet Bourdieu drei Dimensionen des Geschmacks (S. 36f.):
1. die Dimension des legitimen Geschmacks (d. h. für die „legitimen“ Werke, Bsp. Kunst der Fuge),
2. die Dimension des mittleren Geschmacks (d. h. für die minderbewerteten Werke der legitimen Künste. Bsp. Rhapsody in blue),
3. die Dimension des populären Geschmacks (Bsp. An der schönen blauen Donau, Schlager). (S. 40f.)

Die Unterschiede erläutert Bourdieu unter anderem am Beispiel der kulturellen Praxis des Musikhörens. Das Kulturelle ist demzufolge nichts Autonomes oder Spontanes, sondern immer Ergebnis der jeweiligen Sozialisation, wie Bourdieu anhand zahlreicher Alltagshandlungen belegt. Weiter geht er auch auf spezifische Verhaltensweisen und Geschmacksrichtungen in den Bereichen Essen und Trinken, Kleidungsstil oder Kosmetik (S. 322–332) oder Sportarten (S. 334–354) ein. Durch die Etablierung von Geschmacksrichtungen erfolge eine Stabilisierung sowie Manifestierung sozialer Unterschiede in einer Gesellschaft. Die verschiedenen „Geschmacksklassen“ reproduzieren sich demnach auch selbst.
Der Habitus ist das systematische und klassenspezifische Prinzip des Handelns, Wahrnehmens und Denkens sozialer Individuen. So liegen zum Beispiel der Arbeitsmoral eines alten Tischlers, den Ansprüchen, die er an eine „schöne“ Arbeit stellt, und der Vorliebe für Pflege und Geduld ein System von Einstellungen zugrunde, das sich auf sein Weltbild, sein sprachliches Ausdrucksvermögen und seine Art der Kleidung erstreckt (S. 283). Ein Habitus erzeugt einen bestimmten, einheitlichen Lebensstil.
Soziale Unterschiede ergeben sich aus den „effektiv aufwendbaren Ressourcen und Machtpotentialen, also ökonomisches, kulturelles und soziales Kapital“. „Die freiberuflich Tätigen haben studiert, ein hohes Einkommen, stammen sehr oft aus der herrschenden Klasse, sind materiell wie kulturell in jeder Hinsicht gut ausgestattet ...“ (S. 196).
Letztlich zeigt auch das politische Bewusstsein die sozialen Unterschiede. Das politische Spiel der Herrschenden und seine Sprache werden nur von einer kleinen Gruppe verstanden und durchschaut. Die breite Masse muss auf ihr Gefühl vertrauen. (S. 719–726)

### Bedeutung
Die feinen Unterschiede ist die schriftliche Ausarbeitung einer umfassenden Studie, die Bourdieu von 1963 bis 1979 durchführte. Das Werk ist geprägt von zahlreichen Detailbeobachtungen, die durch eine Fülle von Material belegt werden. Zum Hauptwerk Bourdieus wurde das Buch unter anderem dadurch, dass darin die meisten Aspekte und Themen, mit denen sich Bourdieu zeitlebens beschäftigt hat, theoretisch und empirisch zusammenlaufen. Allerdings sind die erhobenen sozialen Unterschiede für viele Alltagsphänomene aufgrund sozialen Wandels inzwischen historisch überholt.
Mit dieser Anschauung überwindet Bourdieu die klassische Unterscheidung von Mikrotheorie und Makrotheorie, indem er zu beweisen versucht, dass objektive Strukturen und subjektive Orientierungen eng miteinander verbunden sind. Das Individuum kann ihm zufolge ausschließlich als Repräsentant einer mit bestimmten sozioökonomischen Merkmalen versehenen Gruppierung angesehen werden (siehe auch Soziale Gruppe, Bevölkerungsgruppe).
Somit lässt sich mit Bourdieu eine erweiterte Klassentheorie begründen, da der Begriff der Klasse nun nicht mehr wie im Marxismus eng an die ökonomische Position gebunden bleibt, sondern in den Bereich des Kulturellen erweiterbar ist.

## Rezeption
1998 erklärte die International Sociological Association Die feinen Unterschiede zu einem der zehn wichtigsten soziologischen Werke, noch vor Norbert Elias’ Über den Prozess der Zivilisation (im Orig. 1939).

## Ausgaben
- Pierre Bourdieu: Die feinen Unterschiede. Kritik der gesellschaftlichen Urteilskraft (französisch: La distinction. Critique sociale du jugement. Paris 1979). Suhrkamp, Frankfurt am Main 1982. (Suhrkamp Taschenbuch Wissenschaft.) ISBN 3-518-28258-1